# Fauresmith
Fauresmith est une petite ville située dans la province de l'Etat Libre en Afrique du Sud. Baptisée en l'honneur du révérend Phillip Faure et de Sir Harry Smith, elle est la deuxième plus ancienne ville de la province et est située à 130 km au sud-ouest de Bloemfontein. 
Fauresmith est la seule ville d'Afrique du Sud, et l'une des trois villes au monde (avec Tullahoma et Wycheproof), où une voie ferrée et une voie routière se partagent la même voirie. 

## Historique

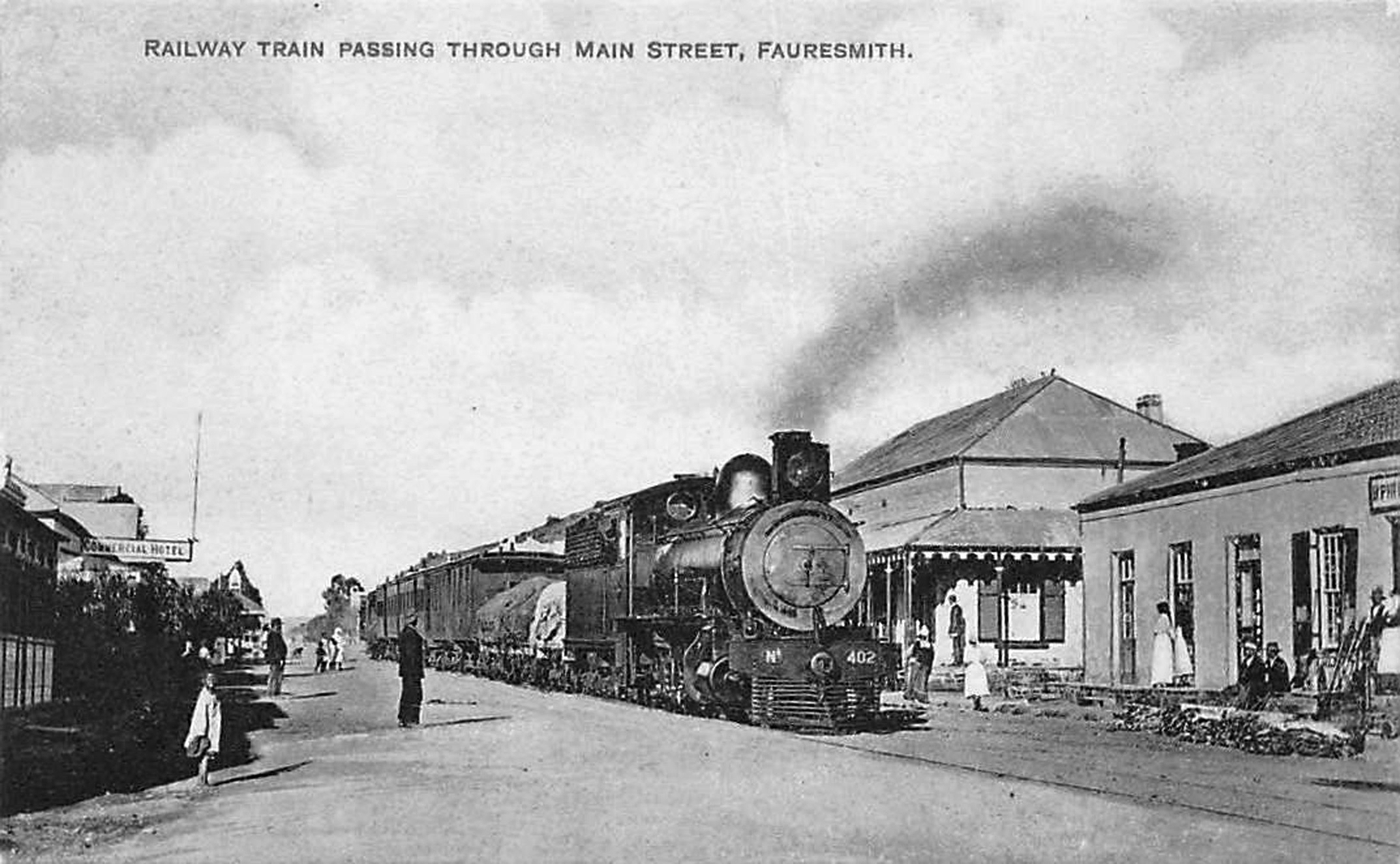
Train à vapeur traversant la rue principale de Fauresmith

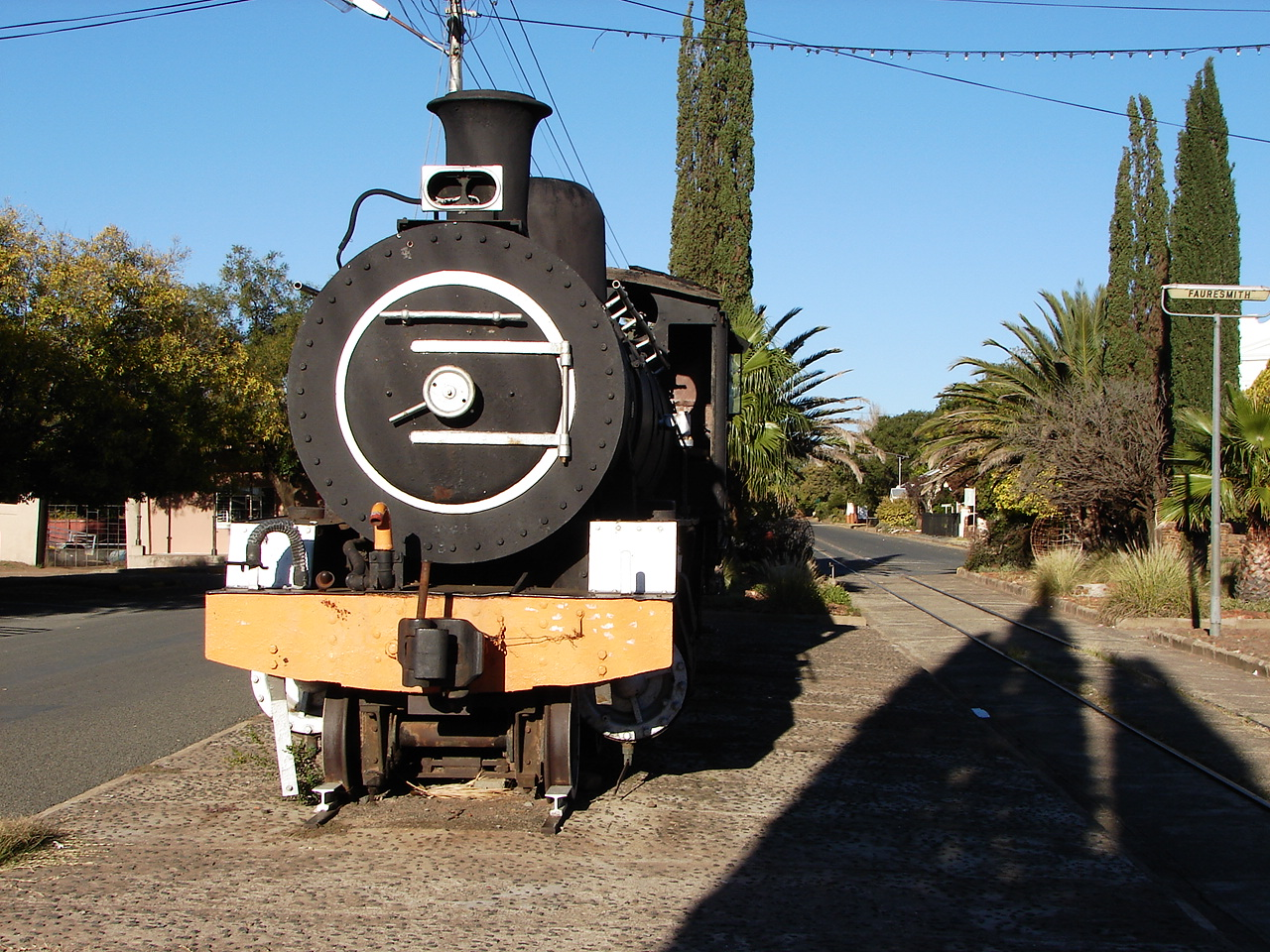
Locomotive à vapeur exposée au centre-ville de Fauresmith

Fauresmith a été fondée en 1851 sur les terres de la ferme de Sannahspoort. Après Bloemfontein, Fauresmith est alors la ville la plus importante de l'État libre d'Orange et a manqué de peu d'être proclamée comme capitale de la république boer. 

## Démographie
Selon le recensement de 2011, Fauresmith compte 1 430 habitants, majoritairement coloured (40%), noirs (39%) et blancs (20%). Les habitants de la ville sont à 77 % de langue maternelle afrikaans.
Jouxtant la ville de Fauresmith se trouve le township d'Ipopeng, 2 198 habitants (88 % de noirs), ce qui en fait la plus dense localité de la localité urbaine de Fauresmith, peuplée au total de 3 628 habitants à majorité noire (68,6% contre 22,8% de coloureds et 7,8% de blancs), principalement de langue afrikaans (61,2%) et sesotho (15,5%).

## Industrie et tourisme
Fauresmith est située sur l'ancienne ligne de chemin de fer entre Springfontein et Koffiefontein, qui fut en activité jusqu’en 1999. La voie ferrée traverse la ville au milieu de la route principale de Fauresmith. Une locomotive à vapeur (construite en 1903) est exposée au centre de la ville. Les tentatives pour remettre en état la ligne de chemin de fer ont échoué.

## Personnalités liées à Fauresmith
- Nicolaas Havenga, né à Fauresmith, député de Fauresmith (1915-1940)
- Theophilus Dönges, député de Fauresmith (1941-1948)
- Jan Serfontein, député de Fauresmith (1948-1966)
- Cornelis van der Merwe, né à Fauresmith, député de Fauresmith (1966-1979)
- Walter Battiss, scolarisé à Fauresmith

### Documents multimédias
- Traversée en train de Fauresmith, You tube
- Présentation de Fauresmith, You tube